# Dendrophthoe malifolia
Dendrophthoe malifolia là một loài thực vật có hoa trong họ Loranthaceae. Loài này được (C.Presl ex Schult.f.) Miq. mô tả khoa học đầu tiên năm 1856.